# Labitolosa

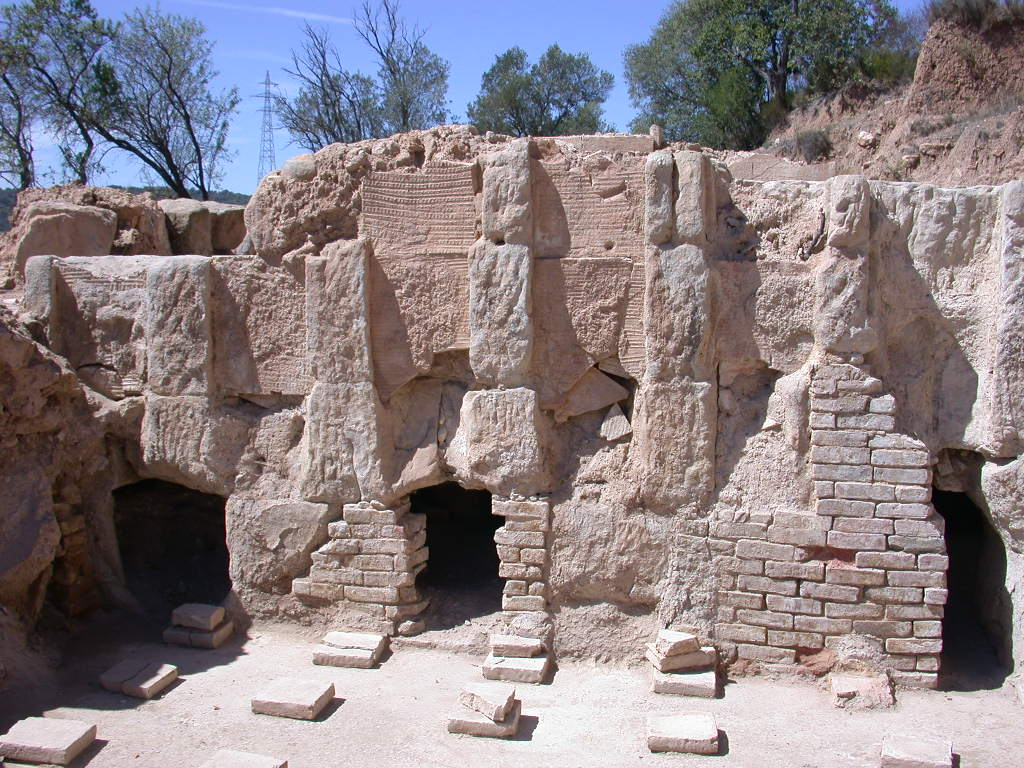
Labitolosa

Labitolosa ist eine archäologische Stätte aus der Römerzeit in Aragonien (Spanien), die vom ersten vorchristlichen Jahrhundert bis zum Ende des zweiten oder Beginn des dritten nachchristlichen Jahrhunderts besiedelt war und dann verlassen wurde. Sie liegt in der Gemeinde La Puebla de Castro auf dem das Tal des Esera überragenden Cerro Calvario.

## Ausgrabung
Bis zum Beginn der Ausgrabungen im Jahr 1991 war Labitolosa nur aus einem epigraphischen Dokument, einer im 16. Jahrhundert entdeckten Inschrift, die auf cives Labitolosani Bezug nimmt, bekannt. Die Ausgrabungen werden von einer gemischten Gruppe von Archäologen der Universitäten Saragossa und Bordeaux und des Grupo URBS in jährlichen Kampagnen im August durchgeführt. Teile der Stätte, insbesondere die Thermen, sind öffentlich zugänglich.

## Bestand
Ausgegraben wurden zwei Thermengebäude, der Komplex des Forums mit der Curia mit verschiedenen Inschriften und Postamenten von Statuen, eine Domus und verschiedene weitere Gebäude. Auch das Heizungssystem der Thermen wurde in gutem Erhaltungszustand ergraben.